# May Morris
May Morris, właśc. Mary Morris (ur. 25 marca 1862 w Bexleyheath, zm. 17 października 1938 w Kelmscott) – angielska hafciarka, projektantka, jubilerka, nauczycielka, redaktorka, podróżniczka.

## Życiorys
Haftu nauczyła się od matki Jane i ciotki Bessie Burden, te zaś uczył ojciec Mary, prerafaelita William Morris. Była starszą córką pary.
W dzieciństwie prowadziła pamiętnik. Była często portretowana przez Dante Gabriela Rossettiego. Pozowała też do obrazów Mary Annie Sloane. 
W 1878 zaczęła naukę w Państwowej Szkole Artystycznej (poprzedniczka Royal College of Art). Następnie do 1881 uczęszczała do South Kensington School of Design.
W 1885 została dyrektorką działu haftu w przedsiębiorstwie ojca Morris & Co. Była odpowiedzialna za wiele projektów, które często błędnie przypisywano jej ojcu. Działem kierowała do śmierci ojca w 1896, kiedy to objęła stanowisko doradcze.
W 1907 wraz z Mary Elizabeth Turner założyła Women’s Guild of Arts, ponieważ Art Workers' Guild nie przyjmowała kobiet. Gildia stała się wiodącym stowarzyszeniem zrzeszającym artystki i rzemieślniczki, zapewniała networking i alternatywną edukację.
May Morris działała w Royal School of Art Needlework (współcześnie Royal School of Needlework), założonej w 1872 jako organizacja charytatywna pod patronatem księżniczki Heleny, której celem był rozwój rękodzieła przez zorganizowane praktyki zawodowe.
Morris projektowała i wykonywała tekstylia i tapety. Jej prace to jedne z najlepszych haftów końca XIX wieku. Regularnie prezentowała swoje prace na wystawach. Była znawczynią tkanin historycznych. Obaliła mit o hafciarstwie jako mało znaczącym zajęciu kobiet w przeszłości, pustej rozrywce elit społecznych. Uznawano ją za autorytet w dziedzinie tkaniny artystycznej.
Od 1897 Morris uczyła haftu w LCC Central School of Art w Londynie. W latach 1899–1905 była kierowniczką wydziału haftu. Od 1910 kontynuowała współpracę ze szkołą jako wizytatorka. Uczyła także w Birmingham, Leicester i Hammersmith Art School. Zimą 1909–1010 odbyła miesięczne tournee po USA z wykładami. W Nowym Jorku wzięła udział w spotkaniu sufrażystek w Carnegie Hall, choć nie uważała się za sufrażystkę, a prawo wyborcze dla kobiet popierała jako niezbędne prawo rzemieślniczek, by mogły o sobie decydować. Pobyt w USA wpłynął na jej zmianę poglądów: stała się gorliwą zwolenniczką związków zawodowych i profesjonalnego wsparcia dla artystek. Działała w ruchu socjalistycznym. Dawały wykłady także na terenie Wielkiej Brytanii.
Na przełomie XIX i XX wieku Morris projektowała i wykonywała biżuterię. Inspirowali ją prawdopodobnie jubilerzy z Birmingham, Arthur i Georgie Gaskin, przyjaciele rodziny Morrisów.
W 24 tomach zredagowała Dzieła zebrane ojca. Publikowano je w latach 1910–1915. Po śmierci ojca zleciła w Kelmscott budowę dwóch domów w stylu, który lubił. Jest też autorką podręcznika Decorative needlework (1893) oraz współautorką kilku innych książek.
W latach 1890–1898 była żoną Henry'ego Hallidaya Sparlinga (1860–1924), sekretarza Ligi Socjalistycznej. Po rozwodzie wróciła do panieńskiego nazwiska. Od 1917 aż do śmierci Mary jej partnerką była Mary Lobb. Wspólnie podróżowały koleją, samochodem, łodziami po Walii i Northumberland, Devon i Kornwalii oraz wyspach Scilly i Hebrydach Zewnętrznych. W latach 1924, 1926 i 1931 odbyły trzy podróże na Islandię. Morris miała też romans m.in. z George'em Bernardem Shawem.
Interesowała się geologią, gaelickimi pieśniami ludowymi, malarstwem chińskim, poezją arabską i wyprawami na Bliski Wschód.

## Upamiętnienie
W 2018 w William Morris Gallery w Walthamstow w Londynie prezentowano wystawę May Morris: Art and Life.